# ناتالی آلونسو کاسال
ناتالی آلونسو کاسال (هلندی: Nathalie Alonso Casale؛ زادهٔ ۱ ژانویهٔ ۱۹۷۰) کارگردان فیلم، تدوین‌گر، و هنرپیشه اهل هلند است.